# Baseodiscus pholidotus
Baseodiscus pholidotus är en djurart som tillhör fylumet slemmaskar, och som först beskrevs av Punnett 1900.  Baseodiscus pholidotus ingår i släktet Baseodiscus och familjen Valenciniidae. Inga underarter finns listade i Catalogue of Life.